# Pierre de Bethmann
Pour les articles homonymes, voir Famille Metzler de Bethmann et Bethmann.
Pierre Metzler de Bethmann plus connu sous le nom Pierre de Bethmann est un pianiste français de jazz, né le 21 avril 1965 à Boulogne-Billancourt.

## Biographie

### Jeunesse et formation
Après avoir effectué une classe préparatoire, il intègre l'ESCP dont il est diplômé en 1987.
Il commence le jazz en autodidacte. En 1989, il part étudier au Berklee College of Music à Boston aux États-Unis. Après un an d'études, il retourne en France et devient consultant en management.

### Carrière
En 1994, il décide de changer de vie et de se consacrer entièrement à la musique, suivant en particulier les conseils de Pascal Anquetil et Laurent Cugny. Il suit cette même année une master class avec Herbie Hancock, pendant laquelle il impressionne tout particulièrement le pianiste américain. Toujours en 1994, sur les conseils de Pascal Anquetil, il se présente avec son trio Prysm au Concours national de jazz de la Défense, qu'il remporte.
Il forme le trio (Prysm) avec lequel il enregistre plusieurs albums chez le label Blue Note, et joue dans diverses formations comme Moutin Reunion, Pierrick Pédron Quartet, Olivier Ker Ourio Projet, Michael Felberbaum Quartet et aussi avec des musiciens tels que David Liebman, Rick Margitza et Rosario Giuliani.
En 2009, il se produit au festival Jazz à Vienne dans un programme à six pianos composé par Martial Solal, Petit exercice pour cent doigts, en compagnie de Benjamin Moussay, Franck Avitabile, Franck Amsallem et Manuel Rocheman.
En 2013, il participe à la semaine du jazz français au Jazzhus Montmartre à Copenhague au Danemark, aux côtés de Didier Lockwood et de Lionel Belmondo.
En 2013, il crée le Medium ensemble, un ensemble de dix musiciens, pour lequel il écrit et arrange un nouveau répertoire. Le groupe enregistre trois disques entre 2014 et 2019.
En parallèle, Pierre de Bethmann monte un trio avec Sylvain Romano à la contrebasse et Tony Rabeson à la batterie, trio avec lequel il joue des standards. Quatre volumes de ces Essais sont parus en 2020.
Le 4 septembre 2020, à l'occasion de Jazz à la Villette, il joue en concert avec Éric Legnini, Baptiste Trotignon et Bojan Z.

## Style
On décèle dans la musique de Pierre de Bethmann, en particulier dans son travail sur les timbres avec le Medium Ensemble, l'influence de Martial Solal ou d'André Hodeir.
Son écriture repose souvent sur « un travail d'agencement ou de développement de courts motifs ». Ses compositions peuvent présenter une certaine complexité, notamment par l'emploi de métriques rythmiques inhabituelles. Toutefois d'après de Bethmann, cette complexité n'est pas une fin en soi mais un moyen de se dépasser pour atteindre une certaine fluidité et pour que le groupe « sonne ».

## Récompenses
- 1994 : Concours national de jazz de la Défense, premier prix avec le trio (Prysm)
- 2004 : prix Django-Reinhardt de l'Académie du jazz[9]
- 2008 : Victoires du jazz dans la catégorie Album jazz instrumental de l'année pour l'album Oui (Nocturne)
- 2016 : Académie Charles-Cros[10] pour son album Exo (Medium ensemble Vol. 2)
- 2024 : Artiste de l'année aux Victoires du jazz[11]

## Discographie

### En tant que leader ou coleader

#### Avec Prysm
Prysm, avec Christophe Wallemme (cb), Benjamin Henocq (dms)
- 1995 : Prysm (Blue Note France)
- 1998 : Second Rhythm (Blue Note France)
- 1999 : Time (Blue Note France)
- 2001 : On Tour (en public) (Blue Note France)
- 2011 : Five (Plus Loin)

#### Série Ilium
- 2003 : Ilium Ilium quintet : David El Malek (ts), Michael Felberbaum (g), Clovis Nicolas (b), Franck Agulhon (dms) (Effendi, réédité en novembre 2021 par Alea)
- 2005 : Complexe David El Malek, Michael Felberbaum, Vincent Artaud et Franck Agulhon (Les Disques Deluxe, réédité en novembre 2021 par Alea)
- 2007 : Oui David El Malek, Michael Felberbaum, Vincent Artaud Franck Agulhon et Jeanne Added (voc) (Plus Loin, réédité en avril 2022 par Alea)
- 2009 : Cubique David El Malek, Michael Felberbaum, Vincent Artaud Franck Agulhon et Jeanne Added (Plus Loin, réédité en avril 2022 par Alea)
- 2012 : Go avec David El Malek (ts), Vincent Artaud (b), Franck Agulhon (dms) (Plus Loin, réédité en juin 2023 par Alea)
- 2014 : Sisyphe avec le Medium ensemble (Plus Loin)

#### Medium ensemble
- 2014 : Sisyphe (Plus Loin)
- 2016 : Exo (Plus Loin)
- 2019 : Todhe Todhe (Alea)

#### Pierre de Bethmann trio
Avec Sylvain Romano (contrebasse) et Tony Rabeson (batterie)
- 2015 : Essais, vol. 1 (Plus Loin)
- 2018 : Essais, vol. 2 (Plus Loin)
- 2020 : Essais, vol. 3 (Alea)
- 2020 : Essais, vol. 4 (Alea)

Avec Sylvain Romano (contrebasse) et Nelson Veras (guitare)
- 2023 : Essais, vol. 5 (Alea)

#### Autres formations
- 2018 : Shifters avec Laurent Coulondre (org, kb), Pierre-Alain Tocanier (dms), Stéphane Edouard (perc) (Alea)
- 2018 : At Barloyd's, piano solo (Jazz&people)
- 2022 : Chaud-froid, piano solo, avec Cynthia Abraham en invitée sur trois titres (Paradis Improvisé)
- 2024 : Credo, Pierre de Bethmann quartet avec David El Malek (ts), Simon Tailleu (b), Antoine Paganotti (dms) (Alea)
- 2024 : PianoForte, avec Éric Legnini, Bojan Z et Baptiste Trotignon (Artwork Records)
- 2025 : Agapé, Pierre de Bethmann quartet avec David El Malek (ts), Simon Tailleu (b), Antoine Paganotti (dms) (Alea)

### En tant que sideman
avec Quoi de Neuf Docteur ?
- 1997 : 51 Below (Quoi de Neuf Docteur ?)

Avec Jean-Christophe Béney
- 1998 : Tenor Joke (CC Production)
- 2004 : Polychromy (Effendi)

Avec Jean-Loup Longnon
- 1998 : Bop Dreamer (Pygmalion)
- 2015 : R comme René, Jean-Loup Longnon Big Band (JLL)

Avec Olivier Ker Ourio
- 1999 : Oté l'ancêtre (Pee Wee)
- 2001 : A Ride With The Wind (Naïve)
- 2003 : Sominnker, avec Danyèl Waro (Cobalt)

Avec Stéphane Huchard
- 1999 : Tribal Traquenard (Blue Note France)
- 2002 : Toutakoosticks (Blue Note France)
- 2008 : African tribute to Art Blakey (Such Production)

Avec David El Malek
- 2001 : Organza (Cristal)
- 2003 : Talking Cure (Cristal)

Avec Laïka Fatien
- 2004 : Look At Me Now (Body & Soul)

Avec Pierrick Pédron
- 2004 : Classical Faces (Plus Loin)

Avec Moutin Réunion (Louis et François Moutin)
- 2005 : Something Like Now (Plus Loin)
- 2007 : Sharp Turns (Plus Loin)
- 2010 : Soul Dancers (Plus Loin)

Avec Christophe Dal Sasso
- 2006 : Exploration, avec Dave Liebman (Plus Loin)
- 2011 : Prétexte (Discograph)
- 2013 : Ressac (Discograph)
- 2016 : Les Nébuleuses (Jazz & People)
- 2019 : The Palmer Suite (Jazz & People)

Avec Thomas Savy
- 2006 : Archipel (Plus Loin)
- 2014 : Bleu Archipel 2 (Plus Loin)

Avec Michael Felberbaum
- 2006 : Sweetsalt (Fresh Sound New Talent)
- 2015 : Lego (Fresh Sound New Talent)

Avec Meta
- 2007 : Epigram (Plus Loin)
- 2013 : The sweetness of a saffron wind (Meta Music)

Avec Denis Guivarc'h
- 2008 : Exit (Cristal Records)

Avec Sébastien Jarrousse
- 2009 : La nuit des temps (Such Production)

Avec Paris Jazz Big Band
- 2009 : The Big Live (Cristal)

Avec Rosario Giuliani
- 2010 : Lennie's Pennies (Dreyfus Jazz)

Avec Géraldine Laurent
- 2010 : Around Gigi (Dreyfus Jazz)

Avec Pierre Perchaud
- 2010 : Par quatre chemins (Gemini Records)

Avec Sonia Cat-Berro
- 2011 : Toy Balloons (Chant du Monde)

Avec Fernando Huergo
- 2011 : Suite en Celeste y Blanco (Wherego Music)

Avec Baptiste Herbin
- 2012 : Brother Stoon (Just Looking)
- 2016 : Interferences (Just Looking)

Avec Franck Vaillant
- 2013 : Thisisatrio (Abalone)
- 2018 : Drummerz (Shreds)

Avec Térez Montcalm
- 2013 : I Know I'll Be Alright

Avec Mélanie Dahan
- 2014 : Keys (Plus Loin)

Avec Flash Pig
- 2016 : Flash Pig (Nome)

Avec Sébastien Joulie
- 2017 : Resilience (Fresh Sound New Talent)

Avec Romain Pilon
- 2018 : Copper (Jazz & People)

Avec Rémy Gauche
- 2018 : Obscurity of Light

Avec Étienne Manchon
- 2019 : Elastic Borders (Troisième Face)

Avec Meta
- 2019 : Incurve life

Avec Joel Hierrezuelo
- 2020 : Así de simple (Continuo Jazz)

Avec Stan Laferrière
- 2020 : Les Tableaux d'une Exposition (Frémeaux & Associés)

Avec Rick Margitza
- 2021 : 	Sacred Heart (Le Coq Records)